# Euglandina texasiana
Euglandina texasiana är en snäckart som först beskrevs av Ludwig Pfeiffer 1857.  Euglandina texasiana ingår i släktet Euglandina och familjen Spiraxidae. Inga underarter finns listade i Catalogue of Life.